# 豪快ガールズ
『豪快ガールズ』（ごうかいガールズ、英雄豪傑、韓国名：영웅호걸）は、韓国のSBSで放送されていたバラエティ番組。『ニュー!日曜日は楽しい』の第2部の番組。

## 概要
韓国の人気女性アーティストたちが、自身のプライドをかけて人気チームとダメチームに分かれて人気対決を行う。彼女たちが様々な場所、グループを訪ね、人気度を測定し、自身の人気度や認知度を上げるために様々なことに挑戦する新感覚のバラエティー番組。人気投票は全国各地で様々な人をターゲットに行われる。基本的に一泊二日の長時間撮影であり、スケジュールの都合上欠席、遅刻、早退するメンバーもいる。IUは平均及び最終回にて、ぶっちぎりの人気投票1位となった。他の出演者もIUの人気を熟知しており、IUがドラマ撮影のため遅刻する33回放送では、MCから第20戦闘航空団での人気投票で4人しかKF-16戦闘機に乗れないと告げられた際、メンバーはIUを可愛がっていたにもかかわらず、「早く来なさい」「全員揃ってから投票しよう」などと言うのではなく、「遅く来てほしい」「IUが来る前に投票しよう」と自分達が搭乗できる確率を少しでも高くするような発言があった。途中降板したニコルについては事情が事情だけに一切の降板の説明がない。
韓国での放送時間は毎週日曜日の18:40から19:50。2010年7月18日から2011年5月1日まで放送された。放送回数40回。低調な視聴率のため放送開始からおよそ9か月で放送終了となった。
日本では、KNTVで本放送は土曜日9:30から12:00、再放送は金曜日16:50から19:20に放送されている。
2012年3月15日からテレ朝チャンネルで放送されている。毎週木、金曜日19:30から20:45。再放送は毎週火曜日14:00～16:30（2話連続）、毎週水曜日9:00～11:30（2話連続）。

## 出演者

### 女性
- ノ・サヨン
- チョン・ガウン
- イ・ジン（ピンクル）
- シン・ボンソン
- カヒ（AFTERSCHOOL）
- ナルシャ（Brown Eyed Girls）
- ユ・インナ
- ソ・イニョン（ジュエリー）
- ホン・スア
- チョン・ニコル（KARA）[1]
- IU
- ジヨン（T-ARA）

### MC
- イ・フィジェ
- ノ・ホンチョル

### ゲスト
- 2回 MBLAQ、SOL（BIGBANG）
- 6回 2PM
- 29回 ナルシャとホン・スアの母親
- 34回 SISTAR、Secret
- 37回 ユンホ、チャンミン（東方神起）